# Centrale føderale distrikt
Det Centrale føderale distrikt (russisk: Центра́льный федера́льный о́круг) er et af de syv føderale distrikter i Rusland.
Ordet "Central" er grundet i politiske og historiske forhold. Området ligger i virkeligheden i det allervestligste Rusland. Befolkningen var 38.427.537 i 2010 folketællingen. Arealet er på 650.205 km². 39.433.556 boede i området i 2020. Lederen af distriktet er Aleksandr Beglov.

## Indeholder
|  | 1. Belgorod oblast 2. Brjansk oblast 3. Ivanovo oblast 4. Kaluga oblast 5. Kostroma oblast 6. Kursk oblast 7. Lipetsk oblast 8. Moskva 9. Moskva oblast 10. Orjol oblast 11. Rjasan oblast 12. Smolensk oblast 13. Tambov oblast 14. Tver oblast 15. Tula oblast 16. Vladimir oblast 17. Voronezj oblast 18. Jaroslavl oblast | Oblaster i Ruslands Centrale Føderale Distrikt |